# Fikke Moltke
Fikke Moltke af Møn (formentlig død omkring 1371 og senest 1379), dansk rigsråd.
Fikke Moltkes far, Evert Moltke, var af en mecklenborgsk adelsslægt og fik 6 sønner, der kom til Danmark, hvor i alt fald de 4 erhvervede hovedgårde eller fik store forleninger. Den mest fremtrædede af brødrene var Fikke Moltke, oftes kaldet Fikke Moltke af Møn for at skelne ham fra en nevø, Fikke Moltke af Kyse.
Han nævnes som ridder i 1360 og var 1362-66 høvedsmand på Møn. Han havde også andre forleninger: 1361-62 Vordingborg, som han forsvarede mod angreb fra Hansestæderne, 1363 København, 1365 Kalø og Randershus. I 1369-70 var han høvedsmand på Nebbe i det senere Herslev Sogn. Han havde tillige en hovedgård Skafterup i det senere Fyrendal Sogn på Sjælland.
I 1365 deltog han for Valdemar 4. Atterdag ved forhandlinger i Kolding og i Nykøbing på Falster med Hansestæderne. I 1362 sluttede han på kongens vegne et forlig med Rostock.
Han er formentlig ansvarlig for at sætte gravsten i Keldby Kirke på Møn dels over sin i 1347 afdøde hustru Kirstine dels over Henneke Moltke og dennes hustru Elsebe.